# Entalinopsis
Entalinopsis is een geslacht van tandschelpen uit de  familie van de Entalinidae.

## Soorten
- Entalinopsis habutae (Kuroda & Kikuchi, 1933)
- Entalinopsis intercostata (Boissevain, 1906)
- Entalinopsis micra Scarabino, 1995
- Entalinopsis stellata Scarabino, 1995